# Shah Alam II.

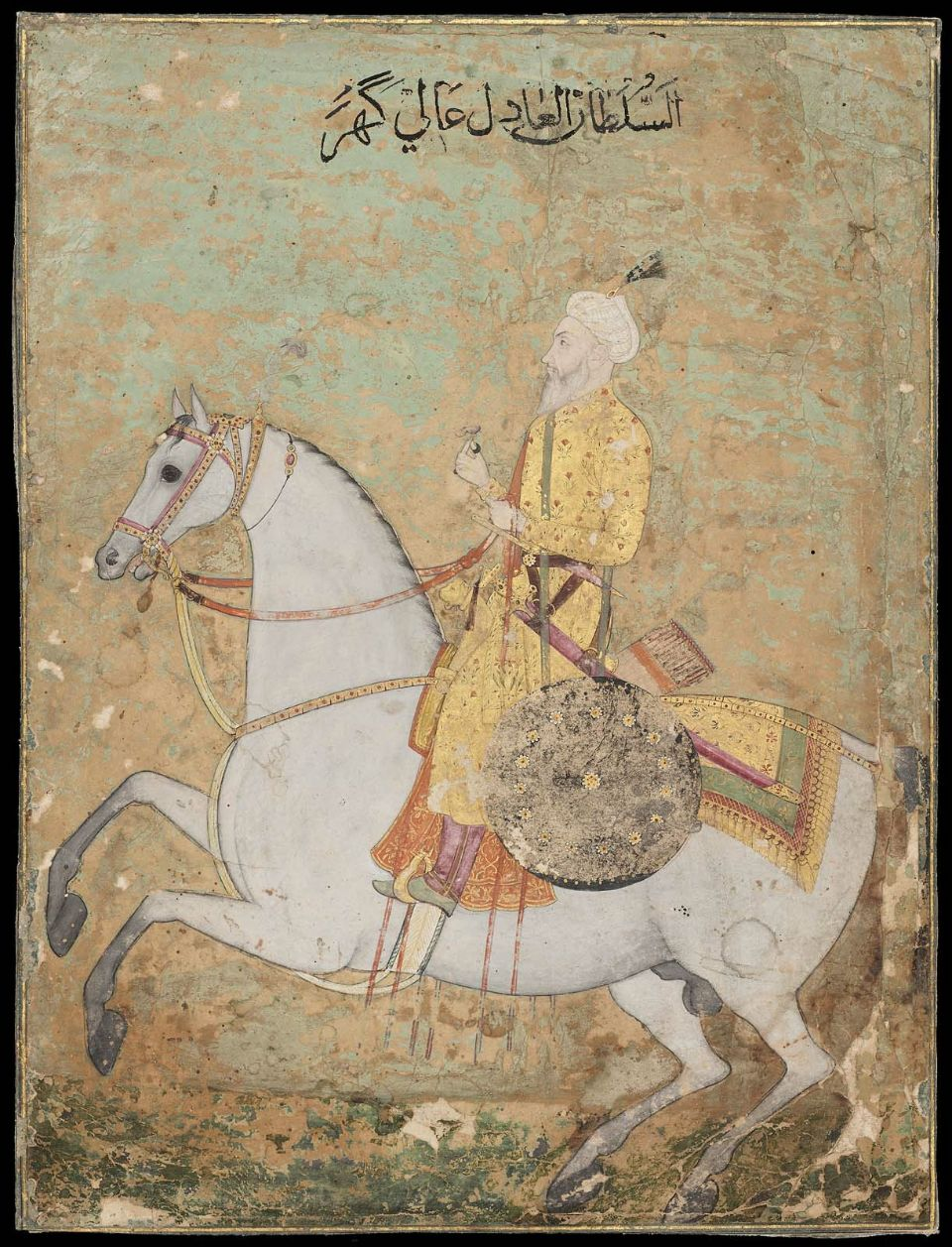
Porträt Shah Alams II. zu Pferd, 18. Jahrhundert

Jalal ad-Din Abul Mozaffar Mohammad Ali Gauhar (* 15. Juni 1728; † 10. November 1806 in Delhi) war als Shah Alam II. Kaiser des indischen Mogulreiches von 1759 bis 1806.

## Leben

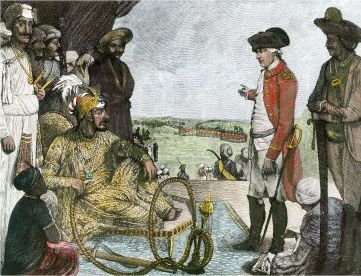
Shah Alam II. inspiziert Truppen der Ostindienkompanie

Jalal ad-Din war der älteste Sohn von Alamgir II. Während eines Machtkampfes zwischen zwei Ministern seines Vaters, die von den Marathen bzw. den afghanischen Durrani unterstützt wurden, flüchtete er 1758 aus Delhi nach Bihar. Nachdem sein Vater am 29. November 1759 in Delhi ermordet worden war, bestieg Shah Jahan III., ein Urenkel Aurangzebs, den Thron, wurde aber nach kurzer Regierungszeit abgesetzt. Am 24. Dezember 1759 – Shah Jahan III. war noch im Amt – rief sich Shah Alam selbst zum Kaiser aus. Nach der Niederlage in der Schlacht von Baksar vom November 1764 musste er Bengalen, Bihar und Orissa der Britischen Ostindien-Kompanie überlassen. Im Exil in Allahabad schloss er mit der Hilfe des safawidischen Adligen Mirza Najaf Khan am 15. Februar 1771 einen Vertrag mit den Marathen, die in seinem Namen Delhi erobern und dafür vier Millionen Rupien erhalten sollten. Am 6. Januar 1772 gelang ihm so die Rückkehr nach Delhi. Dank Mirza Najaf Khan konnte er die Sikhs im Punjab zurückdrängen, auf Grund finanzieller Schwierigkeiten die Herrschaft des Mogulreiches jedoch nicht über den Raum Delhi hinaus ausdehnen. Dafür etablierte sich das Sprichwort Das Reich von Shah Alam reicht von Delhi bis Palam (persisch Saltānat-e Shāh ‘Ālam az Dillī tā Palam). Neben Palam liegt heute der Delhier Flughafen.
1788 fiel der Afghane Ghulam Qadir in Delhi ein. Shah Alam wurde am 31. Juli abgesetzt, gefangen genommen und wenige Tage darauf geblendet. An seiner Stelle wurde Baidar Bakht zum Kaiser ausgerufen. Nachdem die Marathen Ghulam Khadir und Baidar Bakht aus Delhi vertrieben hatten, setzten sie den blinden Shah Alam 1789 erneut auf den Thron. Als die Macht der Marathen im Zweiten Marathenkrieg gebrochen wurde, musste Shah Alam am 29. August 1803 die Schutzherrschaft der Britischen Ostindien-Kompanie akzeptieren. Sein Territorium wurde annektiert und die Kontrolle darüber einem britischen Residenten unterstellt. Allerdings durfte er weiterhin den Herrschertitel Padshah führen und im Roten Fort von Delhi residieren. Von den Briten wurde ihm eine Rente zugestanden.